# متلازمة براون
متلازمة براون (بالإنجليزية: Brown's syndrome)‏هي أحد امراض الحول هي اضطراب حركي خلقي غير طبيعي يميزه الحد من رفع العين عند وجودها في وضع التقريب، قدي يصيب عين واحدة أو نادراً العينتين بنفس الوقت، وسميت هذه المتلازمة على اسم الطبيب

## السبب والأعراض
السبب في متلازمة براون هو إعاقة العضلة المائلة العلوية بسبب إعاقة في الوتر للعضلة المائلة العلوية داخل التجويف العظمي الذي يسمى الحجاج والذي يحيط في العين بما يعوق رفع العين إلى الأعلى أو حركتها للأعلى .
ويمكن تقسيم متلازمة براون إلى فئتين بناءً على تقييد الحركة على العين نفسها وكيف تؤثر على العين باستثناء الحركة:
- خلقية (موجودة عند الولادة): تنتج متلازمة براون عن تشوهات هيكلية عدا عن غمد الوتر القصير و قد توجد التصاقات ليفية أخرى حول منطقة البوتوكلير.

- مكتسبة: تنشأ من الصدمات والجراحة والتهاب الجيوب الأنفية والتهاب غمد الوتر المائل العلوي في التهاب المفاصل الروماتويدي.

## العلاج
يكون العلاج في متلازمة براون هو الجراحة، حيث يتم زرع وتر صناعي يضاف للوتر العلوي ليساعد في الحركة الطبيعية للعين .

## وصلات خارجية
- Animation at mrcophth.com